# Monte Peralba
El Monte Peralba (Hochweisstein en alemán) es un monte de los Alpes Cárnicos a 2.670 metros, la segunda cima más alta tras el Coglians.
El monte Peralba se encuentra por entero en el Véneto, en el alto valle del Sesis, entre los municipios de Santo Stefano di Cadore y Sappada, en los alrededores del paso del Orgenone, que marca los límites entre la provincia de Belluno, la provincia de Udine (municipio de Forni Avoltri) y la Carintia (Austria. En sus pendientes surge el río Piave. 
Está formado de roca calcárea de un característico color blanco, que traducido al dialecto local significa "Alta Pietra Bianca". Tal tipo de roca es característica común de los Alpes Cárnicos orientales, llamados también Dolomita Cárnicos por el color "blanco dolomítico" de las cimas; la principal diferencia con los Dolomitas son la altitud y la edad, los Dolomitas Cárnicos son de hecho más bajos y más antiguos (la cadena principal de los Alpes Cárnicos pertenecen a la orogenia caledoniana en el Paleozoico).
En el Devónico (hace 350 millones de años), toda la zona estaba sumergida en el mar y durante el curso de los siglos los sedimentos se acumularon en el fondo marino hasta hacerse una enorme masa sedimentaria. Al inicio del Paleoceno, hace cerca de 65 millones de años, se inició la orogenia alpina que duró cerca de 20 millones de años; en éste largo período una serie de movimientos telúrgicos sollevó el cúmulo de sedimentos que emergen del mar formando las rocas y dando origen a ésta cadena de montes donde ahora es posible reconocer, los restos de una antigua barrera coralina y algunos fósiles, el origen marino de los Alpes. 

## Curiosidad
Entre estas montañas, existen restos de las batallas acaecidas durante la Gran Guerra, como son los restos de fortificaciones y trincheras.
El sendero que desde el refugio Pier Fortunato Calvi (m. 2164) lleva a la cima del Peralba ha sido dedicado al Papa Juan Pablo II y desde julio de 1988 lleva su nombre; el pontífice en efecto, estuvo en ocasión de unas vacaciones en la zona, alcanzó la cima del monte y se paró a rezar al pie de la estatua de la Virgen que desde la cima domina las cimas circundantes. 
En el interior del refugio se pueden ver las fotos realizadas en ocasión de las visitas papales. 
- Datos: Q949153
- Multimedia: Monte Peralba / Q949153